# فوتبال در مکزیک
فوتبال پرطرفدارترین ورزش در مکزیک است و در این کشور بدان فوتبول (fútbol) گفته می‌شود.